# Truncatoflabellum
Genre
Truncatoflabellum est un genre de coraux durs de la famille des Flabellidae.

## Liste d'espèces
Selon World Register of Marine Species (2 juillet 2015) et ITIS (2 juillet 2015), le genre Truncatoflabellum comprend les espèces suivantes :
| Selon World Register of Marine Species (2 juillet 2015) : - Truncatoflabellum aculeatum Milne Edwards & Haime, 1848 - Truncatoflabellum angiostomum Folkeson, 1919 - Truncatoflabellum angustum Cairns & Zibrowius, 1997 - Truncatoflabellum arcuatum Cairns, 1995 - Truncatoflabellum australiensis Cairns, 1998 - Truncatoflabellum candeanum Milne Edwards & Haime, 1848 - Truncatoflabellum carinatum Cairns, 1989 - Truncatoflabellum crassum Milne Edwards & Haime, 1848 - Truncatoflabellum cumingii Milne Edwards & Haime, 1848 - Truncatoflabellum dens (Alcock, 1902 - Truncatoflabellum formosum Cairns, 1989 - Truncatoflabellum gardineri Cairns in Cairns & Keller, 1993 - Truncatoflabellum inconstans Marenzeller, 1904 - Truncatoflabellum incrustatum Cairns, 1989 - Truncatoflabellum irregulare Semper, 1872 - Truncatoflabellum macroeschara Cairns, 1998 - Truncatoflabellum martensii Studer, 1878 - Truncatoflabellum mortenseni Cairns & Zibrowius, 1997 - Truncatoflabellum multispinosum Cairns & Keller, 1993 - Truncatoflabellum paripavoninum Alcock, 1894 - Truncatoflabellum phoenix Cairns, 1995 - Truncatoflabellum pusillum Cairns, 1989 - Truncatoflabellum spheniscus Dana, 1846 - Truncatoflabellum stabile Marenzeller, 1904 - Truncatoflabellum stokesii Milne Edwards & Haime, 1848 - Truncatoflabellum trapezoideum Keller, 1981 - Truncatoflabellum truncum Cairns, 1982 - Truncatoflabellum vanuatu Wells, 1984 - Truncatoflabellum veroni Cairns, 1998 - Truncatoflabellum vigintifarium Cairns, 1999 - Truncatoflabellum zuluense Cairns & Keller, 1993 | Selon ITIS (2 juillet 2015) : - Truncatoflabellum aculeatum Milne-Edwards & Haime, 1848 - Truncatoflabellum angiostomum Folkeson, 1919 - Truncatoflabellum angustum Cairns & Zibrowius, 1997 - Truncatoflabellum arcuatum Cairns, 1995 - Truncatoflabellum australiensis Cairns, 1998 - Truncatoflabellum candeanum Milne-Edwards & Haime, 1848 - Truncatoflabellum carinatum Cairns, 1989 - Truncatoflabellum crassum Milne-Edwards & Haime, 1848 - Truncatoflabellum cumingii Milne-Edwards & Haime, 1848 - Truncatoflabellum dens Alcock, 1902 - Truncatoflabellum formosum Cairns, 1989 - Truncatoflabellum gardineri Cairns & Keller, 199 - Truncatoflabellum inconstans Marenzeller, 1904 - Truncatoflabellum incrustatum Cairns, 1989 - Truncatoflabellum irregulare Semper, 1872 - Truncatoflabellum macroeschara Cairns, 1998 - Truncatoflabellum martensii Studer, 1878 - Truncatoflabellum mortenseni Cairns & Zibrowius, 1997 - Truncatoflabellum multispinosum Cairns & Keller, 1993 - Truncatoflabellum paripavoninum Alcock, 1894 - Truncatoflabellum phoenix Cairns, 1995 - Truncatoflabellum pusillum Cairns, 1989 - Truncatoflabellum spheniscus Dana, 1846 - Truncatoflabellum stabile Marenzeller, 1904 - Truncatoflabellum stokesii Milne-Edwards & Haime, 1848 - Truncatoflabellum trapezoideum Keller, 1981 - Truncatoflabellum truncum Cairns, 1982 - Truncatoflabellum vanuatu Wells, 1984 - Truncatoflabellum veroni Cairns, 1998 - Truncatoflabellum vigintifarium Cairns, 1999 - Truncatoflabellum zulense Cairns & Keller, 1993 |